# Груя, Георге
Георге Груя Маринеску (рум. Gheorghe Gruia Marinescu, 2 октября 1940, Бухарест, Румыния — 9 декабря 2015, Мехико, Мексика) — румынский гандболист, бронзовый призёр летних Олимпийских игр в Мюнхене (1972), двукратный чемпион мира (1964, 1970). Заслуженный мастер спорта Румынии (1968).

## Спортивная карьера
С детства успешно занимался сразу несколькими видами спорта: легкой атлетикой, волейболом и гандболом. Юниором выиграл национальный чемпионат в метании копья и тройном прыжке, в 21 год уже играл в первой лиге национального чемпионата по волейболу.
В конечном итоге спортсмена решил сосредоточиться на одном виде спорта, и это было гандбол. В 1961 г. он начал выступать за клуб «Стяга» (Бухарест), в составе которого в 1963 г. выиграл первый титул чемпиона страны. За свою карьеру становился восьмикратным чемпионом Румынии (1963, 1967, 1968, 1969, 1970, 1971, 1972 и 1973). Победитель Кубка европейских чемпионов пл гандболу (1968) во Франкфурте, когда румыны переиграли чешскую «Дуклу» со счетом 13:11.
Победитель мировых первенств в Чехословакии (1964) и во Франции (1970) — на турнире забил 30 голов, из них четыре в финальном поединке против команды ГДР, в котором румыны победили со счетом 13:12. В рейтинге бомбардиров занял второе место после советского гандболиста Владимира Максимова. Бронзовый призер (1967), где в матче за третье место против сборной СССР он забил 12 голов, а Румыния победила со счетом 21:19. Бронзовый призер летних Олимпийских игр в Мюнхене в (1972). Стал лучшим бомбардиром турнира, забив 37 голов.
По завершении карьеры с 1973 по 1978 г. работал тренером и преподавателем в Академии военных исследований со специализацией «гандбол». В 1978 г. он переехал в Мексику, внеся значительный вклад в развитие гандбола в этой стране.
В 1992 г. был отмечен Международной федерации гандбола как «лучший гандболист всех времен».